# Alas Merancar
Alas Merancar is een bestuurslaag in het regentschap Aceh Tenggara van de provincie Atjeh, Indonesië. Alas Merancar telt 486 inwoners (volkstelling 2010).